# Helegonatopus
Helegonatopus is een geslacht van vliesvleugeligen uit de familie Encyrtidae. De wetenschappelijke naam van dit geslacht is voor het eerst geldig gepubliceerd in 1906 door Perkins.

## Soorten
Het geslacht Helegonatopus omvat de volgende soorten:
- Helegonatopus apicicornis (Timberlake, 1922)
- Helegonatopus citripes (Erdös, 1957)
- Helegonatopus coxalis (Myartseva, 1981)
- Helegonatopus dimorphus (Hoffer, 1954)
- Helegonatopus eximius (Perkins, 1906)
- Helegonatopus facialis Szelényi, 1972
- Helegonatopus formosus (Mercet, 1919)
- Helegonatopus nikolskajae Hoffer, 1965
- Helegonatopus ponomarenkoi (Trjapitzin, 1963)
- Helegonatopus pseudophanes Perkins, 1906
- Helegonatopus pulchricornis Hayat & Verma, 1978
- Helegonatopus rasnitzyni (Trjapitzin, 1963)
- Helegonatopus saotomensis Prinsloo, 1979